# Bhutan i olympiska sommarspelen 1984
Bhutan tävlade i de olympiska sommarspelen 1984 i Los Angeles, vilket var landets första medverkan vid olympiska spel. Landet deltog endast i bågskytte.

## Resultat efter sport

### Bågskytte
Herrarnas individuella
- Thinley Dorji - 2298 poäng(plats 53)
- Nawang Pelzang - 2221 poäng (plats 55)
- Lhendup Tshering - 1997 poäng (plats 60)

Damernas individuella
- Sonam Chuki - 2194 poäng (plats 43)
- Rinzi Lham - 2183 poäng (plats 44)
- Karma Chhoden - 2086 poäng (plats 46)